# Frank Borghi
Frank Borghi (ur. 9 kwietnia 1925 w Saint Louis, zm. 2 lutego 2015 tamże) – amerykański piłkarz grający na pozycji bramkarza. W początkach kariery sportowej - baseballista. Uczestnik Mistrzostw Świata z 1950, na których Stany Zjednoczone sensacyjnie zwyciężyły z reprezentacją Anglii 1–0 (Borghi rozegrał cały mecz).

## Biogram
Dorastał w dzielnicy The Hill na przedmieściach St. Louis. 
W czasie II wojny światowej służył jako sanitariusz w jednej z jednostek piechoty US Army podczas Ofensywy w Ardenach. Za zasługi w służbie US Army odznaczony brązową gwiazdą Purpurowego Serca.
Sportową karierę zaczynał jako baseballista (łapacz) w drużynie St. Louis Cardinals, lecz po dwóch latach gry w baseball zmienił dyscyplinę na piłkę nożną. Jako piłkarz rozpoczął karierę w amatorskim klubie St. Louis Simpkins-Ford oraz zdobył z tym zespołem dwukrotnie puchar U.S. Open Cup w 1948 i 1950. 
W 1950 został powołany do kadry piłkarskiej Stanów Zjednoczonych przez ówczesnego trenera Williama Jeffreya na Mistrzostwa Świata 1950, które odbywały się w Brazylii. W 1955 został ogłoszony zawodnikiem MVP przez Missouri Soccer Commission. Jak sam twierdził w wywiadzie z nim przeprowadzonym w 2009 roku – nie posiadał zdolności do gry w polu, jednak ze względu na duże dłonie oraz doświadczenie z gry łapacza w baseball’u nadawał się tylko na pozycję bramkarza. 
W 1976 został wcielony do galerii sław National Soccer Hall of Fame wraz z pozostałymi reprezentantami Stanów Zjednoczonych z Mistrzostw Świata 1950. Po zakończeniu kariery sportowej został przedsiębiorcą pogrzebowym, założył własny zakład pogrzebowy, który prowadził do 2003. W 2004 został odznaczony tytułem Honorary All-American wraz z Walterem Bahrem, Harrym Keough, Gino Parianim oraz Johnem Souzą przyznanym przez National Soccer Coaches Association of America.
W 2005 powstał film Gra ich życia, w której rolę Franka Borghi’ego odegrał szkocki aktor Gerard Butler. 
Zmarł 2 lutego 2015 w wieku 89 lat. Został pochowany na cmentarzu Jefferson Barracks National Cemetery w Lemay w stanie Missouri.